# Элерс, Хайнц
Хайнц Элерс (дат. Heinz Ehlers; 25 января 1966, Ольборг) — датский хоккеист и хоккейный тренер.

## Биография
Начинал свою карьеру во второй команде местного «Ольборга». Однако уже в 18 лет датчанин решил переехать в Швецию. В 1984 году Элерс стал первым представителем своей страны, выбранным на драфте НХЛ. Несколько лет он играл за «Лександ», с которым стал серебряным призером Шведской хоккейной лиги. Позднее нападающий представлял АИК и «Рёгле».
Позднее Элерс выступал в Швейцарии, Австрии и Германии. Завершил свою карьеру на родине в 38 лет.
Девять раз хоккеист вместе со сборной Дании участвовал в Чемпионатах мира по хоккею с шайбой в низших лигах.

## Карьера тренера
В 2005 году Хайнц Элерс начал свою тренерскую работу в датской команде «Ольборг». Именно в ней он завершал карьеру. Вскоре Элерс переехал в Швейцарию, где он прошел путь от ассистента тренера клуба низшей лиги, до самостоятельной работы Швейцарской национальной лиги. С 2016 года датчанин возглавляет клуб «Лангнау Тайгерс».
В 2018 году Хайнц Элерс вошел в тренерский штаб сборной Дании на домашнем для национальной команде Чемпионате мира. После турнира он самостоятельно возглавил сборную, сменив на посту шведа Янне Карлссона. Таким образом, Элерс стал первым местным тренером у датчан за 24 года.

## Семья
Младший сын хоккеиста - Николай Элерс (род. 1996) выступает в НХЛ. Свою карьеру он начинал в швейцарском клубе «Биль», с которым в своё время работал отец. Старший Сын - Себастьян Элерс (род. 1993) в своё время входил в состав молодежной сборной Дании. Племянник Александр Труе (род. 1977) играет в НХЛ за «Сан-Хосе Шаркс».